# 廉基勳
廉基勳（韓語：염기훈，1983年3月30日—），韩国足球运动员，目前效力于水原三星蓝翼。

## 球員生涯
廉基勋在韩国湖南大学毕业后加盟了全北现代，2006赛季他曾遭遇过一起严重车祸，恢复后他的状态却并未受到影响。同年他在10场亚冠联赛中打进3球，帮助全北现代夺得亚冠联赛的冠军奖杯。
2007赛季中段他转投蔚山现代，但他一直没有得到重用，同年廉基勋入选了韩国国家足球队，他在同伊拉克的友谊赛中攻入自己在国家队中的处子球。
2008赛季他还擅自跑到英超试训西布朗维奇，但遭到球队弃用。
2010赛季廉基勋加盟水原三星藍翼，2012年因服兵役暂时转投韩国警察足球俱乐部。兵役過後他重回水原三星藍翼至今。

## 執教生涯
2022赛季结束后，廉基勋同意以球员兼教练的身份与水原三星蓝翼续约一年，推迟一年退役。然而，2023年9月25日，当水原三星蓝翼面临降级危险时，他被任命为看守主帅，但最終無力阻止球隊降级至K聯賽2。

## 国际赛入球
| 日期          | 地点     | 对手   | 入球树木 | 最终赛果 | 比赛                 |
| ------------- | -------- | ------ | -------- | -------- | -------------------- |
| 2007年6月29日 | 西归浦市 | 伊拉克 | 1球      | 3-0      | 友谊赛               |
| 2008年2月20日 | 重庆市   |        | 1球      | 1-1      | 2008年东亚足球锦标赛 |
| 2008年2月23日 | 重庆市   | 日本   | 1球      | 1-1      | 2008年东亚足球锦标赛 |
| 2015年6月11日 | 吉隆坡   | 阿联酋 | 1球      | 3–0      | 友谊赛               |

## 榮譽

### 球會
全北现代
- 亚冠联赛 (1)：2006

水原三星蓝翼
- 韓國足總盃 (3)：2010、2016、2019

### 國家隊
- 東亞足球錦標賽 (2): 2008、2017

### 個人
- K聯賽年度最佳年青球員：2006
- 韓國足協盃MVP (2)：2010、2016
- K聯賽1 Best XI (3): 2011、2015、2017
- K聯賽2 Best XI (1): 2013
- K聯賽2 Top Assists Award (1)：2013
- K聯賽1 Top Assists Award (2)：2015、2016
- 韓國足協盃神射手(1)：2019

## 外部連結
- 廉基勳的Instagram帳戶